# Arpad Elo
Dans le nom hongrois Élő Árpád, le nom de famille précède le prénom, mais cet article utilise l’ordre habituel en français Árpád Élő, où le prénom précède le nom.
Arpad Elo, de son nom de naissance Árpád Imre Élő (prononcé : /ˈaːrpaːd ˈimrɛ ˈeːløː/), né le 25 août 1903 à Egyházaskesző en Autriche-Hongrie et mort le 5 novembre 1992 à Brookfield dans le Wisconsin, est un scientifique, physicien et joueur d'échecs américain d'origine hongroise.
Il est surtout connu pour son système d'estimation de la force des joueurs d'échecs, le classement Elo.

## Biographie

### Famille, formation et carrière
Arpad Elo est issu de parents hongrois, des fermiers qui ont émigré aux États-Unis en 1913 et se sont établis à Cleveland dans l'Ohio.[réf. souhaitée]
Devenu américain, il étudie la physique à l'université de Chicago, pour l'enseigner d'abord dans une université de Milwaukee (1926), et par la suite à l'université du Wisconsin.[réf. souhaitée]

### Son apport au jeu d'échecs
Bien que le jeu d'échecs n'ait été pour lui qu'un loisir parmi d'autres, Arpad Elo a notamment remporté huit fois le championnat d'échecs de l’État du Wisconsin, et a obtenu à deux reprises deux parties nulles face à Reuben Fine, à l'époque l'un des meilleurs joueurs du monde.[réf. souhaitée]
Cependant, il est principalement connu dans le monde des échecs pour son classement Elo, qui hiérarchise de manière scientifique les performances des joueurs d'échecs. Initialement développé aux États-Unis par Kenneth Harkness (en) dans les années 1950, Arpad Elo développe en 1960, à partir des résultats du classement Harkness, une théorie statistique améliorée, qui est ensuite adoptée par la fédération américaine du jeu d'échecs la même année.[réf. souhaitée]